# ژلونکا
ژلونکا (به لهستانی:  Zielonka) یک منطقهٔ مسکونی در لهستان است که در شهرستان وومین واقع شده‌است. ژلونکا ۷۹٫۲۳ کیلومتر مربع مساحت و ۱۷٬۳۹۸ نفر جمعیت دارد.